# Trinovants
Els trinovants o trinobants (llatí Trinovantes o Trinobantes) foren un poble celta de la costa est de Britànnia, esmentat per Claudi Ptolemeu, a l'actual Essex i part de Suffolk (nord de Londres i del Tàmesi). La seva capital fou Camulodunum (Colchester). Es van sotmetre a Juli Cèsar quan va desembarcar a Britànnia però es van revoltar en temps de Neró.